# Сказки роботов
«Сказки роботов» (пол. Bajki robotów) — серия сатирико-философских рассказов  Станислава Лема, впервые опубликованная в 1964 году в одноимённом сборнике. В рассказах описывается фантастическая псевдо-средневековая вселенная, где место людей занимают роботы. Почти все рассказы написаны в 1964 году, кроме «Сказки о цифровой машине...» (1963) и «Загадки» (1981).
Сюжетно и стилистически серия близка к другому циклу рассказов Лема — «Кибериаде», однако в последний обычно принято включать произведения, объединённые главными героями — конструкторами Трурлем и Клапауцием.

## Содержание
1. Три электрыцаря.
2. Урановые уши.
3. Как Эрг Самовозбудитель бледнотика одолел.
4. Сокровища короля Бискаляра.
5. Два чудовища.
6. Белая смерть.
7. Как Микромил и Гигациан разбеганию туманностей положили начало.
8. Сказка о цифровой машине, которая с драконом сражалась.
9. Советники короля Гидропса.
10. Друг Автоматея.
11. Король Глобарес и мудрецы.
12. Сказка о короле Мурдасе.
13. Из сочинения Цифротикон, или О девиациях, суперфиксациях и аберрациях сердечных. О королевиче Ферриции и королевне Кристалле
14. Загадка.

Рассказ «Загадка» — последнее, и более позднее дополнение к серии — был написан в 1981 году и на польском языке был опубликован в январе 1995 года в первом польском выпуске журнала «Плейбой». На русском языке впервые опубликован в 1993 году в журнале «Если» (№ 10).
В первое издание «Сказок роботов» также были включены три рассказа, в дальнейшем вошедшие в цикл «Кибериада»: «Как уцелела вселенная», «Машина Трурля» и «Крепкая взбучка».